# Halo 5: Guardians
Halo 5: Guardians è un videogioco sparatutto in prima persona del 2015, sviluppato da 343 Industries e pubblicato da Microsoft Game Studios in esclusiva per Xbox One. Si tratta del quinto capitolo della serie di videogiochi Halo.

## Trama
Per quanto riguarda la campagna, Halo 5: Guardians conta 15 missioni giocabili (di cui 3 senza combattimenti) che, come già accaduto per Halo 2, suddivideranno la storia in due tronconi: in uno si impersonerà lo Spartan IV Jameson Locke al comando della squadra Osiris, mentre nell'altro si vestiranno i panni di Master Chief al comando, invece, della squadra Blu.

### Storia
Il gioco inizia con una breve cinematica ambientata prima della caduta di Reach che vede protagoniste la dottoressa Halsey, nonché la sua recente creazione Cortana. Tale video introduttivo risulta essere un monologo della stessa dottoressa rivolto allo spartan Locke, che con testuali parole ammonisce: “Spartan Locke, sono stata abbastanza nell’ONI da sapere la verità, quando sarà finita… dopo tutto quello che ho fatto… ti ordineranno di ucciderci entrambi”. Dopo tale introduzione, si fa subito conoscenza del fireteam Osiris capitanato da Jameson Locke, ex agente dell'ONI, e composto oltre che dallo stesso, da Olympia Vale, Edward Buck, Holly Tanaka. Tale squadra è stata mandata in missione sul pianeta Kamtchaka per liberare la dottoressa Halsey, essendo la stessa tenuta in ostaggio dal capo dei Covenant Jul M'Dama, mantenendo tuttavia come obiettivo primario l'eliminazione dello stesso. Dopo una frenetica battaglia in cui si vedono i Covenant impegnati a combattere le forze prometeiche, la squadra raggiunge la dottoressa e ingaggia uno scontro a fuoco con le truppe di Jul, il quale rimarrà ucciso nello stesso scontro.
Dopo il recupero della dottoressa, la scena si sposta sulla squadra Blu, capitanata da Master Chief e composta da Linda-058, Kelly-087, Fred-104 e mandata a recuperare la stazione spaziale Argent Moon ormai in mano ai Covenant, dopo che un incidente chimico avvenuto all'interno della stessa ha ucciso l'intero personale di bordo. Durante la missione si può notare un Master Chief più cupo, probabilmente segnato dalla morte di Cortana e che sembra comportarsi quasi come una macchina (cosa già rimproverata da Cortana in Halo 4). Poco dopo, lo scontro con un cacciatore farà precipitare Chief da una notevole altezza, facendogli perdere conoscenza. A questo punto si assiste ad una visione dello stesso in cui compare Cortana che lo informa di essere ancora viva e che la reclamazione sta per iniziare, scoprendo inoltre la posizione dell'IA: il pianeta Meridian. Intanto l'arrivo di una piccola flotta Covenant complica la situazione, quindi la squadra Blu decide di modificare la priorità della missione e distruggere la stazione facendo surriscaldare i reattori della stessa ed eliminando così anche la flotta appena giunta. Master Chief, desideroso di rincontrare Cortana, assegna la squadra ad una nuova missione su Meridian con l'obiettivo di recuperare la stessa IA, pur andando contro gli ordini dell'Infinity che voleva assegnare la missione ad un'altra squadra. Si scopre inoltre che anche Halsey è contraria ad un contatto tra Master Chief e Cortana, infatti quest'ultima ha ormai accesso al dominio, ovvero l'archivio dei Precursori di tutta la storia dell'universo conosciuto, cosa che rende la stessa IA molto pericolosa agli occhi della Halsey.
Tuttavia la squadra Blu si rifiuta di abbandonare la missione su Meridian e per questo l'Infinity incarica il team Osiris di andare anch'esso su Meridian per tentare di convincere lo Spartan II e la sua squadra a desistere. Qua si fa conoscenza del governatore Sloan, un'intelligenza artificiale presente sul pianeta e che non gradisce molto l'arrivo degli Spartan, ma garantendo loro supporto in cambio del loro aiuto contro il misterioso attacco delle truppe prometeiche al pianeta. Proseguendo avanti nella missione, ci si imbatterà in una struttura dei precursori protetta dal Guardiano Eterno, il quale si definisce al servizio di Cortana e che non gradisce l'accesso alla struttura da parte del team Osiris (cosa invece permessa alla squadra Blu). Dopo lo scontro col Guardiano Eterno, la squadra riuscirà finalmente a raggiungere la squadra Blu dove, dopo aver intimato alla squadra l'ultimatum per il rientro sull'Infinity ed essendo quest'ultimo stato ignorato, si assisterà ad un altro scontro, questa volta tra Chief e Locke e che vedrà vittorioso lo Spartan II tramite l'utilizzo dello stesso dispositivo di blocco che Locke voleva utilizzare su Chief (che blocca l'armatura dello spartan al quale viene applicato). Dopo tale scontro, Chief prosegue il suo cammino verso una struttura che scopriremo chiamarsi "protettore" e che altre analoghe sono state la causa, attraverso il loro risveglio, di distruzioni di massa su ben 5 colonie. Durante l'evacuazione del team Osiris da Meridian, dovuta al risveglio del protettore presente nel pianeta, scopriremo che è la stessa Cortana ad attivare i protettori e che Sloan risulta esserne alleato.
A questo punto il team Osiris riesce a tornare sull'Infinity, tuttavia la missione di recupero della squadra Blu è fallita, inoltre Lasky informa lo stesso team di altre 5 distruzioni causate dai protettori per un totale di 11. Si scopre inoltre che un protettore non è stato ancora attivato e che si trova su Sanghelios, pianeta natale degli Elite, e che tramite quest'ultimo il team Osiris potrebbe raggiungere la posizione della squadra Blu; tuttavia, affinché ciò avvenga, bisognerà prima trattare con l'Arbiter, cosa che, nonostante l'aiuto prestato dallo stesso all'UNSC nell'uccisione dell'ultimo profeta (cosa accaduta in Halo 3), non è vista di buon occhio dall'ONI. Ora la palla passa di nuovo alla squadra Blu, trovatasi su un misterioso pianeta di nome Genesis e nel quale scopriamo trovarsi Cortana, insieme a varie truppe Covenant catapultate nel pianeta a causa delle distorsioni temporali provocate dai protettori. La squadra verrà quindi guidata dalla stessa Cortana attraverso varie console e, dopo vari scontri a fuoco con le milizie Covenant, incontrerà nuovamente il Guardiano Eterno che, dopo aver appurato l'intenzione dello Spartan di riportare a casa Cortana, si schiererà contro lo stesso poiché visto come una minaccia. Tuttavia Chief riuscirà a sconfiggere il Guardiano e in seguito otterrà alcuni chiarimenti da Cortana. Si scopre infatti che durante l'esplosione del Compositore la stessa era stata risucchiata nel Dominio e che in esso ha trovato una cura per il suo invecchiamento e che grazie a tale cura vuole convincere le altre IA e lo stesso Chief a schierarsi al suo fianco, per poi ottenere il Manto Della Responsabilità, ovvero una filosofia religiosa dei Predecessori (tramandata poi ai Precursori) che mira a salvaguardare la diversità biologica e la vita della galassia. Si ritorna quindi al team Osiris che dopo essere sbarcato su Sanghelios viene informato del fatto che sul pianeta è in corso una guerra civile tra i Covenant, ancora fedeli all'insegnamento dei profeti, e una nuova classe denominata Lame di Sanghelios, guidata dall'Arbiter Thel'Vadam. A questo punto la squadra Osiris si troverà a combattere contro le milizie Covenant, fino a raggiungere l'accampamento nel quale sono presenti, oltre a varie milizie elite e terrestri, la dottoressa Halsey e l'Arbiter. La stessa dottoressa suggerisce al team Osiris di utilizzare un dispositivo chiamato costruttore al fine di recuperare il protettore residente su Sanghelios. Dopo una battaglia incrociata contro Covenant e Prometeici, il team Osiris riesce a raggiungere il costruttore e con esso anche il protettore, nonostante questo risulti essere difeso ancora una volta dal Guardiano Eterno che, grazie all'aiuto dell'Arbiter, verrà nuovamente sconfitto (ma non prima che abbia rivelato la destinazione del protettore, ovvero il pianeta Genesis).
Osiris quindi viene teletrasportata sul pianeta in cui si trova Chief e dove incontreranno il monitor Exuberant Witness 031, il quale vuole impedire a Cortana di raggiungere il manto e portare una pace armata all'interno della galassia, schiavizzando quindi ogni essere vivente. Il monitor scorterà il team lungo tutto il suo percorso, nonostante la revoca di molti privilegi da parte di Cortana e del Guardiano Eterno, il quale verrà fronteggiato nuovamente dalla squadra. Cortana, vedendo la squadra Osiris sulle tracce di Chief, teletrasporterà quest'ultimo più vicino a lei, costringendo Locke a proseguire l'inseguimento. A questo punto ci si ritroverà nuovamente nei panni della squadra Blue che dovrà fronteggiare le truppe del Guardiano Eterno (nonché nuovamente lo stesso) a difesa di Cortana. Durante il combattimento si potrà assistere a dialoghi interessanti sulla storia dell'universo e sul ruolo che spetta alle IA durante la reclamazione. Inoltre si viene a sapere che gli umani sono sì i creatori, ma che allo stesso tempo la responsabilità di dover ridare potere ai precursori spetta alle IA e che inoltre la scoperta degli Halo con l'arrivo dell'attivatore (che si scopre essere Cortana) non sia stata nient'altro che una piccola parte del piano ordito dalla Bibliotecaria. Quando sembra che Cortana e Chief possano finalmente ricongiungersi, compaiono all'improvviso decine di copie del Guardiano Eterno che attaccano il team, che si salva solo grazie al tempestivo intervento di Cortana che blocca il Guardiano, il quale ammette il suo fallimento agli occhi di Cortana. La stessa a questo punto tenta di spiegare allo spartan la sua volontà di far trascendere la natura dei viventi per poter rendere la galassia un posto migliore, chiedendo inoltre allo stesso Master Chief se poteva ancora fidarsi di lei.
Lo Spartan, tuttavia, avendo capito la follia del piano dell'IA, rifiuta l'offerta intimandole di lasciar perdere tale disegno e ritornare a casa con lui. Cortana, a questo punto, sapendo che Chief non si sarebbe schierato mai contro l'umanità, neanche per seguire lei, decide di rinchiudere l'intera squadra in un Cryptum per 10.000 anni, tempo sufficiente a Cortana per ultimare il suo piano e mostrare a Chief il suo errore di valutazione. L'ultima missione del gioco vede ancora una volta il giocatore controllare il team Osiris nel tentativo di liberare Chief dal Cryptum prima che la reclamazione si compia. A questo punto si vedranno partire alcuni protettori e udire le varie intelligenze artificiali presenti nella galassia sottomettersi al volere di Cortana, che tenterà in ogni modo di ostacolare Osiris nel tentativo di liberare Chief (che vuole portare con sé), ricorrendo anche a stratagemmi di natura psicologica.
Alla fine il team riesce a raggiungere il Cryptum e, poco prima della sua partenza insieme a Cortana, nonostante la varie scariche energetiche rilasciate dal protettore contro il team, Locke riesce a liberare lo Spartan e il resto della squadra Blu. Cortana, tuttavia, riesce a scappare da Genesis con i protettori e a localizzare la posizione dell'Infinity, cosa che costringerà il comandante Lasky a far compiere alla nave dei salti iperspaziali casuali nel tentativo di sfuggirle e nel frattempo trovare un modo per fermarla. Inoltre, sempre nel finale, si potrà vedere Chief sbarcare su Sanghelios insieme alla squadra, incontrando nuovamente la dottoressa Halsey e l'Arbiter dopo gli avvenimenti narrati su Halo 3.
Se si completa il gioco in difficoltà leggendaria, si può vedere per alcuni secondi un'installazione Halo sconosciuta attivarsi.

## Modalità di gioco
Riguardo al gameplay il titolo porta con sé diverse innovazioni, prima tra tutte la possibilità di controllare una squadra di soldati e poter impartire ordini ai vari membri (quali ad esempio raccogliere un'arma, salire su un veicolo oppure attaccare un obiettivo). Ricompare, inoltre, la barra della salute sotto l'indicatore degli scudi (presente già in Halo: Combat Evolved e Halo: Reach) che si differenzia da quella presente nei precedenti capitoli dal fatto che una volta a zero sarà possibile essere rianimati dai compagni di squadra, evitando quindi una morte certa. Un'altra aggiunta è il pacchetto propulsori presente nell'armatura dei soldati, che permetterà una maggiore mobilità degli stessi.
Per quanto riguarda la modalità multigiocatore, la 343 Industries ha annunciato la presenza di 20 mappe di larga scala disponibili al lancio del gioco, più altre 15 che verranno rilasciate successivamente (il tutto completamente gratuito). Halo 5 sarà, inoltre, il primo titolo della saga che non presenterà una modalità co-op e competitiva offline (se si esclude Halo: Wars), sostituita da una componente online che permetterà di intraprendere la campagna in cooperativa fino a 4 giocatori. Sempre per quanto riguarda il multigiocatore competitivo, vi sarà il ritorno delle abilità armatura, nonché il debutto della nuova modalità Warzone basata sul tipo di partita "Territori" e che si differenzierà da quest'ultima soprattutto per la possibilità di iniziare il combattimento con armi personalizzate e la possibilità di acquistare arsenale aggiuntivo attraverso l'incremento del punteggio. A tutto questo va aggiunto il debutto dei cosiddetti PNG e l'impossibilità di essere rianimati da un compagno di squadra, come invece accade nella campagna singola.
Ci sono numerose modalità di gioco all'interno di Halo 5 Guardians: La prima è la classica Arena multiplayer che comprende le seguenti modalità di gioco:
- Cattura la bandiera
- Massacro a squadre
- Tutti contro Tutti
- Roccaforti
- Infezione
- Oddball
- Assalto
- Grifball
- Swat
- Fuga
- Big Team Battle
- Super fiesta

Inoltre è presente una nuova modalità chiamata Warzone, dove 24 giocatori si scontreranno in battaglie campali 12vs12 e con la presenza inoltre di diverse I.A. Essa è suddivisa come: Warzone, Warzone Assault e Warzone Firefight.

## Accoglienza
Il gioco è stato un ottimo successo per la critica, ma misto per il pubblico, ottenendo un Metascore di 84 su Metacritic e 6.4 come punteggio utenti. Tra i pregi sicuramente un gameplay frenetico e dinamico insieme a una parte tecnica di notevole impatto, che muove tantissimi nemici su schermo in aree abbastanza grandi. Pur essendo l'Halo con la più "bassa" valutazione, è stato quello che nella prima settimana ha ottenuto più incassi, per un totale di 400 milioni di dollari, a Dicembre 2015 le copie vendute nel solo formato retail sono 5 milioni, quelle in DigitalDownload non sono state riferite e ancora oggi manca un dato ufficiale generale sulle vendite complessive del titolo, che comunque pare abbia venduto bene.

## Doppiaggio
| Personaggio                 | Doppiatore originale    | Doppiatore italiano |
| --------------------------- | ----------------------- | ------------------- |
| Master Chief                | Steve Downes            | Giorgio Melazzi     |
| Cortana                     | Jen Taylor              | Donatella Fanfani   |
| Linda                       | Britt Baron             | Greta Borlotti      |
| Frederic                    | Travis Willingham       | Gianluca Iacono     |
| Kelly                       | Michelle Lukes          | Maddalena Vadacca   |
| Jameson Locke               | Ike Amadi               | Matteo Brusamonti   |
| Edward Buck                 | Nathan Fillion          | Gabriele Calindri   |
| Olympia Vale                | Laura Bailey            | Patrizia Scianca    |
| Holly Tanaka                | Cynthia Kaye McWilliams | Marcella Silvestri  |
| Thomas Lasky                | Darren O'Hare           | Claudio Colombo     |
| Roland                      | Brian T. Delaney        | Paolo Sesana        |
| Sloan                       | Gideon Emery            | Massimiliano Lotti  |
| Arbiter                     | Keith David             | Pietro Ubaldi       |
| Jul'Mdama                   | Travis Willingham       | Renzo Ferrini       |
| Dottoressa Catherine Halsey | Jen Taylor              | Caterina Rochira    |